# Comuna Novolutkivka, Dobrovelîcikivka
Novolutkivka (în ucraineană Новолутківка) este o comună în raionul Dobrovelîcikivka, regiunea Kirovohrad, Ucraina, formată din satele Dobrotîmofiivka, Novolutkivka (reședința) și Oleksandro-Akațatove.

## Demografie
Componența lingvistică a comunei Novolutkivka
     Ucraineană (94,97%)
     Rusă (3,35%)
     Alte limbi (1,68%)
Conform recensământului din 2001, majoritatea populației comunei Novolutkivka era vorbitoare de ucraineană (94,97%), existând în minoritate și vorbitori de rusă (3,35%).